# Roseline Vachetta
Roseline Vachetta, née le 12 décembre 1951 au Mans, est une femme politique française.
Elle est députée européenne de la cinquième législature de 1999 à 2005. Aux côtés d'Alain Krivine et d'Olivier Besancenot, elle est l'une des trois porte-parole de la Ligue communiste révolutionnaire (LCR) jusqu'à sa dissolution en 2009. Elle est ensuite membre du Nouveau Parti anticapitaliste depuis sa fondation.

## Vie politique
- 1999-2004 : députée européenne, élue sur la liste LO - LCR.

## Résultats électoraux

### Élections législatives
| Année | Parti         | Parti | Circonscription | 1er tour | 1er tour | 1er tour |
| Année | Parti         | Parti | Circonscription | Voix     | %        | Rang     |
| ----- | ------------- | ----- | --------------- | -------- | -------- | -------- |
| 1988  |               | LCR   | 3e de l'Isère   | 1 113    | 3,5      | 5e       |
| 2002  | 793           | LCR   | 3e de l'Isère   | 2,3      | 7e       |          |
| 2007  | 2e de l'Isère | LCR   | 1 005           | 2,4      | 8e       |          |

### Élections européennes
Les résultats ci-dessous concernent uniquement les élections où elle est tête de liste.
| Année | Parti | Parti  | Circonscription | Voix   | %   | Rang | Sièges |
| ----- | ----- | ------ | --------------- | ------ | --- | ---- | ------ |
| 2004  |       | LCR-LO | Sud-Est         | 65 630 | 2,4 | 8e   | 0 / 13 |

### Élections régionales
Les résultats ci-dessous concernent uniquement les élections où elle est tête de liste.
| Année | Parti | Parti  | Région      | 1er tour | 1er tour | 1er tour | Sièges  |
| Année | Parti | Parti  | Région      | Voix     | %        | Rang     | Sièges  |
| ----- | ----- | ------ | ----------- | -------- | -------- | -------- | ------- |
| 2004  |       | LCR-LO | Rhône-Alpes | 95 524   | 4,5      | 5e       | 0 / 157 |